# Francisco de Peñalosa
Francisco de Peñalosa (Talavera de la Reina, Regne de Castella, 1470 - Sevilla, 1 d'abril de 1528) fou un sacerdot i compositor castellà.
La vida coneguda de Peñalosa roman entre els anys 1470 i 1530. Pertany a l'escola castellana i és una generació anterior a Cristóbal de Morales, i fou un els més il·lustres representants d'aquesta.
Restà al servei del rei Ferran el Catòlic regí la seva capella de música fins a la mort d'aquest, i figura entre els músics cortesans que en els cançoners amatoris del segle xv apareixen dedicant el seu estre a la composició de vilancets d'amor. En dissoldre's la capella per l'adveniment de Carles V al tron d'Espanya es perd la pista de Peñalosa.
S'afirma que fou cantor de la Capella Pontifícia en temps de Lleó X. Se assenyala com a data de la seva mort la citada al principi de l'article. Però és bo d'advertir que totes quantes dades es tenen de Peñalosa resten subjectes a correccions i aclariments.
Va compondre un gran nombre de misses i motets, dels que la major part s'han perdut. En els llibres de faristol de Toledo es conserven alguns motets, dels que eslava publicà en la Lyra Sacro-hispana: 
- Saneta mater,
- Tribularer,
- Tu passione,
- Memorare,
- Versa est in luctum,
- Precor te,

En el Cancionero musical de los siglos XV i XVI: publicat per Barbieri a Madrid el 1890, es troben les cantarelles següents, a 3 veus:
- Nina erguideme los ojos,
- El triste que nunca os vio,
- Pues vivo en perder la vida,